# Raincourt
Raincourt település Franciaországban, Haute-Saône megyében. Lakosainak száma 110 fő (2022. január 1.). Raincourt Betaucourt, Blondefontaine, Cemboing, Jussey és Villars-le-Pautel községekkel határos.

## Népesség
A település népessége az elmúlt években az alábbi módon változott:
| Lakosok száma | 125  | 123  | 121  | 119  | 116  | 113  | 110  | 110  |
|               | 2013 | 2015 | 2017 | 2018 | 2019 | 2020 | 2021 | 2022 |